# Iveco S-Way
L'IVECO S-Way est un poids lourd haut de gamme (19 à 60 tonnes et exceptionnels), destiné aux transports long courriers et internationaux, fabriqué par le constructeur italien IVECO à partir de 2019. IVECO propose deux gammes complémentaires, le X-Way (remplaçant du Stralis X-Way pour les transports locaux et l'accès chantier et le T-Way, remplaçant du légendaire Trakker, pour les chantiers en terrain très difficile, carrières et transports exceptionnels, en versions tracteur et porteur.

## Historique
L'IVECO S-Way remplace la gamme Stralis Hi-Way du constructeur italien. Dévoilé en juillet 2019, ce poids lourd bénéficie d'une toute nouvelle cabine, entièrement centrée sur le conducteur, avec une connectivité totale, des performances aérodynamiques améliorées et une offre alternative "Naturel Power" sur tous les modèles de la gamme, sans distinction. Le tracteur pour semi-remorque a une autonomie de 1600 km.
À l'extérieur, la cabine est complètement nouvelle. Elle permet d'accroître l'aérodynamisme par rapport au modèle précédent, le Stralis NP de 2017. Elle contribue à améliorer l'efficience du camion et comporte un éclairage full LED.
La cabine évolue pour apporter plus de confort et d’habitabilité. Ainsi le plancher devient quasiment plat sur toute la surface et la hauteur intérieure est portée à 2,15 m. À l'intérieur, la présentation est sobre mais centrée sur le conducteur. L’écran multimédia tactile est remanié et propose désormais CarPlay et Android Auto. La cabine peut être pilotée par une application My IVECO Easy Way permettant d’activer les fonctionnalités principales : ouverture portes, fenêtres, activation et programmation du chauffage entre autres. Les services connectés My IVECO Way Solution utilisent le service Microsoft Azure.
Lors de son lancement, IVECO a présenté deux concept trucks. Le premier, dénommé Magirus, s’inspire des anciens poids lourds de la marque allemande avec une finition très soignée. L’autre, Fit cab, pousse le concept du bien-être au travail avec des équipements sportifs dans la cabine comme une barre de traction. Ces deux concepts-trucks montrent les ambitions d'IVECO et donne un aperçu des possibles éditions spéciales à venir.
En décembre 2019, IVECO confirme sa collaboration avec le constructeur de poids lourd américain Nikola Motor dans lequel il a pris une forte participation. Le constructeur italien présente une version électrique et à pile à combustible de son S-Way. La version à hydrogène revendique une autonomie de plus de 950 kilomètres. IVECO a précisé qu'une version électrique Nikola Tre serait commercialisée en fin d'année 2022 et la version hydrogène, en 2023.

## Motorisations
Le nouveau S-Way reprend les classiques motorisations Diesel IVECO Cursor, fabriquées en France à Bourbon-Lancy. Ces motorisations s'échelonnent de 334 à 578 ch (246 à 425 kW).
Comme de coutume, IVECO propose également ses moteurs alimentés au gaz naturel. Les puissances s'échelonnent de 345 à 466 ch (254 à 343 kW).

### IVECO S-Way Diesel
IVECO propose trois cylindrées pour les moteurs Diesel : 9, 11 et 13 litres.
|                        | Cursor 9                          | Cursor 9                          | Cursor 9                          | Cursor 11                         | Cursor 11                         | Cursor 11                         | Cursor 13                         | Cursor 13                         |
| Architecture           | 6 cylindres en ligne              | 6 cylindres en ligne              | 6 cylindres en ligne              | 6 cylindres en ligne              | 6 cylindres en ligne              | 6 cylindres en ligne              | 6 cylindres en ligne              | 6 cylindres en ligne              |
| Alimentation           | Turbocompresseur                  | Turbocompresseur                  | Turbocompresseur                  | Turbocompresseur                  | Turbocompresseur                  | Turbocompresseur                  | Turbocompresseur                  | Turbocompresseur                  |
| Cylindrée (cm3)        | 8 709                             | 8 709                             | 8 709                             | 11 100                            | 11 100                            | 11 100                            | 12 882                            | 12 882                            |
| Puissance (ch (kW))    | 334 (246) de 1 655 à 2 200 tr/min | 366 (269) de 1 530 à 2 200 tr/min | 405 (298) de 1 655 à 2 200 tr/min | 426 (313) de 1 475 à 1 900 tr/min | 466 (343) de 1 500 à 1 900 tr/min | 487 (358) de 1 465 à 1 900 tr/min | 517 (380) de 1 560 à 1 900 tr/min | 578 (425) de 1 605 à 1 900 tr/min |
| Couple maxi (N m)      | 1 400 de 1 100 à 1 655 tr/min     | 1 650 de 1 200 à 1 530 tr/min     | 1 700 de 1 200 à 1 655 tr/min     | 2 000 de 870 à 1 475 tr/min       | 2 150 de 925 à 1 500 tr/min       | 2 300 de 970 à 1 465 tr/min       | 2 300 de 900 à 1 560 tr/min       | 2 500 de 1 000 à 1 605 tr/min     |
| Transmission           | Propulsion                        | Propulsion                        | Propulsion                        | Propulsion                        | Propulsion                        | Propulsion                        | Propulsion                        | Propulsion                        |
| Boîte de vitesses      | Automatique HI-Tronix 12 rapports | Automatique HI-Tronix 12 rapports | Automatique HI-Tronix 12 rapports | Automatique HI-Tronix 12 rapports | Automatique HI-Tronix 12 rapports | Automatique HI-Tronix 12 rapports | Automatique HI-Tronix 12 rapports | Automatique HI-Tronix 12 rapports |
| Norme environnementale | Euro 6D                           | Euro 6D                           | Euro 6D                           | Euro 6D                           | Euro 6D                           | Euro 6D                           | Euro 6D                           | Euro 6D                           |

### IVECO S-Way GNV
Pour les moteurs alimentés au gaz naturel, IVECO propose deux cylindrées : 9 et 13 litres. La disponibilité d'une version du Cursor 13 NP de 500 ch est attendue pour 2024.
|                        | Cursor 9 NP                       | Cursor 9 NP                       | Cursor 13 NP                      | Cursor 13 NP                                |
| Architecture           | 6 cylindres en ligne              | 6 cylindres en ligne              | 6 cylindres en ligne              | 6 cylindres en ligne                        |
| Alimentation           | Turbocompresseur                  | Turbocompresseur                  | Turbocompresseur                  | Turbocompresseur                            |
| Cylindrée (cm3)        | 8 709                             | 8 709                             | 12 882                            | 12 882                                      |
| Puissance (ch (kW))    | 345 (254) à 2 000 tr/min          | 405 (298) à 2 000 tr/min          | 466 (343) à 1 900 tr/min          | 500 (368) à xx tr/min attendu pour fin 2024 |
| Couple maxi (N m)      | 1 500 de 1 100 à 1 600 tr/min     | 1 700 de 1 200 à 1 575 tr/min     | 2 000 de 1 100 à 1 600 tr/min     | 2 200 de xx tr/min attendu pour fin 2024    |
| Transmission           | Propulsion                        | Propulsion                        | Propulsion                        | Propulsion                                  |
| Boîte de vitesses      | Automatique HI-Tronix 12 rapports | Automatique HI-Tronix 12 rapports | Automatique HI-Tronix 12 rapports | Automatique HI-Tronix 12 rapports           |
| Norme environnementale | Euro 6D                           | Euro 6D                           | Euro 6D                           | Euro 6D                                     |

### IVECO S-Way HD BEV & HD FCEV[4]
Un peu à la surprise générale, après la prise de contrôle de la filiale européenne de la J.V. IVECO-Nikola par IVECO en juin 2023, le 31 juillet 2023, IVECO lance deux versions inédites dans la gamme S-Way : le HD BEV (Heavy Battery Electric Vehicle) 100% électrique et le HD Fcev (Heavy Fuel Cell Electric Vehicle) avec fuel cell à hydrogène. Ces deux nouvelles versions électriques seront disponibles en Europe au dernier trimestre 2023 sous la seule marque IVECO. Les nouveaux HD BEV & HD Fcev sont équipés d'un essieu électrique co-conçu et produit par FPT Industrial, la filiale du groupe IVECO spécialisée dans les motorisations et les batteries Proterra. Ces véhicules sont destinés aux transports lourds sur les moyennes et longues distances.

#### IVECO S-Way HD BEV
Ce modèle dispose d'une autonomie de 500 km grâce à 9 batteries de 350 kW de puissance, permettant ainsi des missions de livraison de hub à hub, des applications régionales et même des missions de longue distance. Dans ce cas, la recharge peut avoir lieu pendant le temps d'arrêt obligatoire du conducteur. La configuration Arctic 4x2 sera la première à entrer sur le marché européen au dernier trimestre 2023.

#### IVECO S-Way HD FCEV
Ce modèle utilise des bouteilles d'hydrogène, 70 kg à 700 bars de pression, et dispose d'une autonomie de 800 km. Avec un temps de ravitaillement de moins de 20 minutes, il est destiné aux transports lourds long-courrier. Avec une autonomie supérieure à la version électrique HD BEV, l'IVECO HD FCEV n'a aucune émission d'échappement. Les premières unités ont été livrées en France, Suisse et Allemagne en fin d'année 2023, comme prévu par le projet européen H2Haul, cofinancé par le Clean Hydrogen Partnership.

## IVECO S-Way électrique
Via sa filiale FPT Industrial, IVECO dispose d’un important savoir-faire dans les piles à combustible pour avoir testé depuis 2002 le premier autobus à hydrogène au monde et mis en service régulier, à l'occasion des Jeux Olympiques de Turin en 2002, des premiers autobus Fuel-Cell. FPT Industrial a d’ailleurs exposé un prototype de chaîne cinématique complète au Salon IAA de Hanovre 2019. De son côté, Nikola Motor, associé à IVECO jusqu'en juin 2023, a dévoilé deux modèles de camion à hydrogène, sur la base de l'IVECO S-Way, l’un pour le marché nord-américain et l’autre pour l’Europe.
À la suite de l'accord de collaboration stratégique entre IVECO et Nikola Motor, le nouvel IVECO S-Way va connaître une version électrique baptisée « Nikola TRE » qui sera en production en 2021 et commercialisé en 2022 par le réseau européen d'IVECO. Ce modèle sera d’abord commercialisé en version BEV à batteries puis, deux ans plus tard, avec une pile à combustible alimentée à l’hydrogène.
L'IVECO Nikola TRE est très différent de la version prototype dévoilée en avril 2019 aux États-Unis par Trevor Milton (CEO de Nikola Motor) grâce à l’apport d’IVECO dans ce domaine, ainsi que celui de FPT Industrial qui produit les différents éléments de la ligne cinématique.

### Caractéristiques techniques de l'IVECO Nikola TRE
- Sur la version à batteries BEV, commercialisable en 2021, toutes les batteries nécessaires à la propulsion du tracteur 4×2 comprenant neuf packs de 800 V sont installées sous le châssis et garantissent une autonomie de 400 km. Le moteur délivre une puissance continue de 480 kW et un couple de 1 800 N m aux deux moteurs installés dans l’essieu arrière. Le temps nécessaire pour une recharge complète est actuellement de 120 min. Il pourra être réduit si l’autonomie souhaitée est moindre, puisque la composition des packs de batteries est variable. Le véhicule sera proposé en version 4×2 et 6×2.

- En fin d'année 2022, la version FCEV (Fuel Cell Electric Vehicle) sera commercialisée. Comme les spécialistes de FPT Industrial l’ont annoncé en novembre 2019 lors de la conférence Dekra à Berlin, la pile à combustible de 300 kW est utilisée comme prolongateur d’autonomie ce qui permet de réduire fortement le volume des batteries. Dans cette configuration hybride, l’autonomie grimpe à 800 km et le temps de charge réduit à 15 min, avec 80 kg d’hydrogène stocké à très haute pression.

- Les premiers essais routiers du modèle à batterie ont débuté en Europe dès le deuxième trimestre 2020, la production en série a débuté en automne 2021 et la commercialisation sera assurée par le réseau IVECO. Aux États-Unis, les deux premiers modèles construits par Nikola seront commercialisés via une formule inédite ressemblant à une location : Nikola fournit le véhicule, l’entretien et l’hydrogène pendant une période de sept ans, et sera rémunéré sous la forme d’une redevance tout compris par kilomètre parcouru.

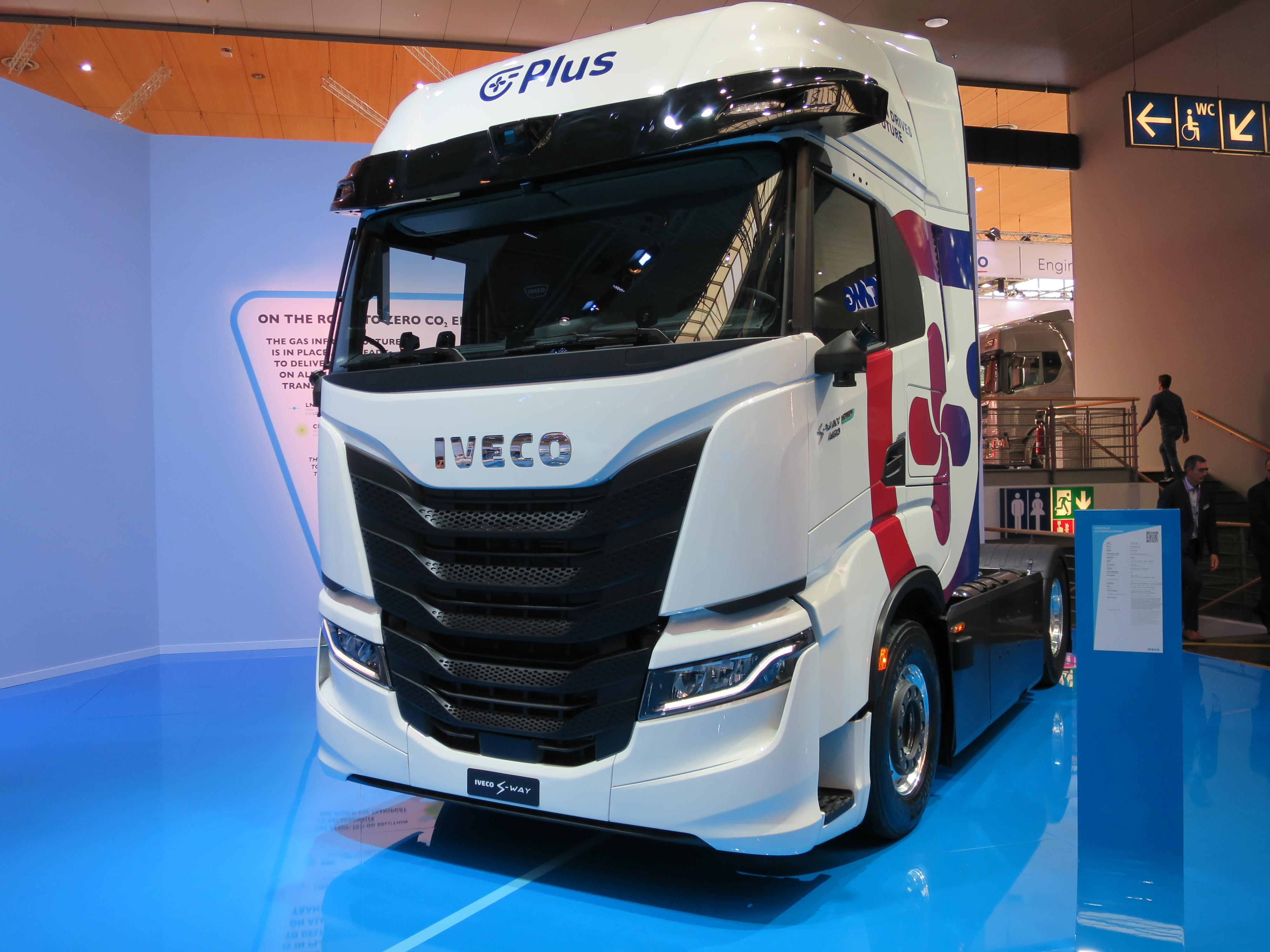
IVECO S-eWay BEV présenté à l'IAA septembre 2022

## IVECO S-eWay: une réalité
Le 15 novembre 2023, lors de la convention "Be The Change" organisée par IVECO pendant la Fira de Barcelona, le constructeur italien a présenté officiellement sa gamme 2024. Il en a profité pour présenter son nouveau logo et a lancé la commercialisation de sa gamme de camions  zéro émissions , les e-Daily, e-EuroCargo, S-eWay BEV (batteries) et S-eWay FECV Fuel Cell.

### IVECO S-eWay BEV (Batteries)
S-eWay est la dénomination commerciale de la version électrique de l'IVECO S-Way, présenté officiellement à l'IAA 2022 à Munich. Le modèle maintenant aussi commercialisé en France, était exposé au Salon Solutrans qui s'est tenu du 21 au 25 novembre 2023 à Lyon Eurexpo. L'IVECO S-eWay y était présenté en configuration 4x2 tracteur à batteries avec un pont intégrant deux moteurs électriques d'une puissance continue de 480 kW (soit l'équivalent de 645 ch DIN). La configuration maximale à 9 packs, d’origine Proterra, stocke 738 kWh et assure une autonomie un peu supérieure à 500 km. Le temps de charge de 80% de la batterie (360 kW) est de 90 minutes.

### IVECO S-eWay FCEV (Fuel Cell)
S-eWay FCEV est la dénomination commerciale de la version pile à combustible de l'IVECO S-Way, pourvu de deux piles à combustible de 100 kW chacune, d'un système de batteries de 164 kWh et d'un essieu motorisé « e-Axle » d'une puissance continue de 400 kW. L'IVECO S-eWay à hydrogène (pile à combustible) dispose d'une puissance de 400 kW (l'équivalent de 536 ch DIN) et d'une autonomie de plus de 800 km largement suffisante pour les transports longue distance. Le remplissage du réservoir d'hydrogène de 70 kg à 700 bars s'effectue en moins de 20 minutes.

## IVECO S-Way Plus - Conduite autonome
La version définitive du S-Way Plus, le camion futuriste autonome d'IVECO a été présenté officiellement pendant le salon IAA 2023. C'est une variante de l'IVECO S-WAY dotée du PlusDrive qui en fait un camion autonome de niveau 4 avec une multitude de capteurs et caméras. En complément de sa fonction de conduite automatisée mise en place en collaboration avec la société américaine PLUS, le dispositif augmente la sécurité pour le camion à la fois en mouvement et à l’arrêt. En fait, il incarne potentiellement un aperçu de la sécurité que la mobilité future pourrait offrir. IVECO et Plus ont annoncé le démarrage des essais, début novembre 2023, sur la voie publique d'un exemplaire de ce camion hautement automatisé, conçu pour améliorer la sécurité.
Début novembre 2023, IVECO a engagé des essais grandeur nature d'un premier exemplaire de série du futur IVECO S-Way Plus, intégrant le logiciel de conduite autonome PlusDrive supervisé par le conducteur basé sur l'IA de l'américain Plus, sur un itinéraire de transport des produits de DM-Drogerie Markt, la plus grande chaîne de vente au détail de pharmacies d'Europe, sur les routes de la région de Baden - Wurtemberg-Hesse. Des tests similaires sont déjà programmés en Italie, Autriche, France et Suisse.

## IVECO S-Way en Australie
Depuis le rachat d'International Trucks Australia Ltd par IVECO en 1989, le constructeur de poids lourds italien produit une grande partie de sa large gamme également en Australie, dans l'usine de Dandenong South dans l'État de Victoria, en version porteur 6x2, 6x4 et 8x4 et tracteur 4x2 et 6x4 avec 3 options de cabine : Active Day (AD), Active Time (AT) et la plus spacieuse, Active Space (AS) avec un PTAC allant de 40 à 70 tonnes selon la version.
La gamme IVECO S-Way comporte une version extra lourde dont le PTAC est de 74,5 tonnes avec un porteur 8x4 et une remorque à 6 essieux.
IVECO propose également le camion off-road T-Way en version porteur 4x4, 6x4, 6x6, 8x4 et 8x8.